# Liste der Pseudobasiliken in den Niederlanden
▶ Liste(n) von Pseudobasiliken – Übersicht
– Siehe auch: Liste der Hallenkirchen in den Niederlanden (42) –
Anzahl: 24
Pseudobasiliken unterscheiden sich von echten Basiliken dadurch, dass sie keine Obergaden haben. In der Baustilkunde von Wilfried Koch werden sie als Untergruppe der Hallenkirchen bezeichnet. Bei Kirchenräumen, die in allen Teilen mit Kreuzgewölben gedeckt sind, ist die Abgrenzung zur Stufenhalle klar. Ist das Mittelschiff mit einem Tonnengewölbe gedeckt, fehlt das Kriterium der fensterlosen Hochschiffswand, in der die Schildbögen vollständig oberhalb der Arkadenscheitel liegen. Trotzdem werden in den Niederlanden, in denen viele Kirchenräume mit hölzernen Tonnengewölben gedeckt sind, Kirchen mit niedrigen Seitenschiffen auch dann als Pseudobasiliken bezeichnet, wenn das Gemäuer der Arkade knapp über den Scheiteln der Arkadenbögen endet. Andererseits können in gewölbelosen Kirchen mit geringer Dachneigung, beispielsweise in Italien, bei gleichartiger Arkadenkonstruktion die Seitenschiffe fast so hoch sein wie das Mittelschiff.

## Zuid-Holland
– Siehe auch Hallenkirchen in Zuid-Holland (1) –
Anzahl: 7
| Ort                                            | Bauwerk                                       | Anmerkungen | Fotos | Fotos |
| ---------------------------------------------- | --------------------------------------------- | --- | ----- | ----- |
| Alphen aan den Rijn                            | Sint Bonifatiuskerk (CC), RCE 516114          | 1884/85, westlichstes Joch Basilika |       |       |
| Dirksland, Goeree-Overflakkee                  | Reformierte Kirche (CC) RCE 10260             | spätgotisch, Mauerkronen der Seitenschiffe in Höhe der Arkadenkämpfer, Seitenschiffe m. hölzernen Halbtonnen, Mittelschiff hölzernes Tonnengewölbe                                                                                 |       |       |
| Geervliet, Voorne-Putten, Zuid-Holland         | Onze Lieve Vrouwekerk (CC) RCE 9366           | dreischiffig wohl 16. Jh., Mauerkronen der Seitenschiffe in Höhe der Arkadenkämpfer, Seitenschiffe m. hölzernen Halbtonnen, Mittelschiff hölzernes Tonnengewölbe, Ankerbalken                                                      |       |       |
| Koudekerk                                      | Brugkerk (CC), RCE 23797                      | Schiff frühes 16. Jh., dreischiffig, Mauerkronen der Seitenschiffe in Höhe der Arkadenkämpfer, Mittelschiff hölzernes Tonnengewölbe ohne Ankerbalken, nah über Arkadenscheiteln, Seitenschiffe hölzernen Halbtonnen m. Ankerbalken |       |       |
| Leiderdorp                                     | Reformierte Kirche (CC), RCE 25693            | 1620, noch gotisch, Mauerkronen der Seitenschiffe in Höhe der Arkadenkämpfer, Seitenschiffe hölzerne Halbtonnen m. Ankerbalken, Mittelschiff hölzernes Tonnengewölbe m. Ankerbalken                                                |       |       |
| Leiderdorp                                     | Hoofdstraatkerk (CC), wohl kein Rijksmonument | 1890/91, neoromanisch, zarte Arkadenpfeiler, Seitenschiffe mit (hölzernen ?) Kreuzgratgewölben, Mittelschiff mit Holztonne |       |       |
| Middelharnis, Goeree-Overflakkee, Zuid-Holland | Nederlands Hervormde Kerk (CC), RCE 29750     | Kreuzkirche 3. D. 15. Jh., Nordseitenschiff um 1500, Mauerkronen der Seitenschiffe in Höhe der Arkadenkämpfer, Mittelschiff hölzernes Tonnengewölbe m. Ankerbalken, Seitenschiffe hölzerne Halbtonnen, dünne Anker                 |       |       |

## Zeeland
– Siehe auch Hallenkirchen in Zeeland (1) –
| Ort                                    | Bauwerk                               | Anmerkungen | Fotos | Fotos |
| -------------------------------------- | ------------------------------------- | --- | ----- | ----- |
| Haamstede, Schouwen-Duiveland, Zeeland | Johannes de Doperkerk (CC), RCE 38790 | nach Brand um 1500 im 1. V. 16. Jh. wiederaufgebaut, Mauerkronen der Seitenschiffe in Höhe der Arkadenkämpfer, über Scheiteln der Arkade einfaches Blendtriforium, Mittelschiff hölzernes Tonnengewölbe m. Ankerbalken, Seitenschiffe hölzerne Halbtonnen m. Ankerbalken |       |       |
| Kruiningen, Zuid-Beveland, Zeeland     | Johanneskerk (CC), RCE 32417          | 2. H. 15. Jh., Hochschiffswand über Scheiteln der Arkade fast so hoch wie Arkadenbögen, Mittelschiff hölzernes Tonnengewölbe m. Ankerbalken, Seitenschiffe hölzerne Halbtonnen m. Ankerbalken                                                                            |       |       |

## Noord-Brabant
– Siehe auch Hallenkirchen in Noord-Brabant (4) –
Anzahl: 6
| Ort                        | Bauwerk                                           | Anmerkungen | Fotos | Fotos |
| -------------------------- | ------------------------------------------------- | --- | ----- | ----- |
| Bergeijk                   | Sint-Petrus' Bandenkerk of Hofkerk (CC), RCE 8728 | Schiff 1888–1893 neugotisch erweitert: pseudobasilikale Seitenschiffe, aber zusätzliche Beleuchtung des Mittelschiffs durch Dachgauben; Chor 1422, Querhaus 16. Jh. |       |       |
| Geertruidenberg            | Lambertuskerk (CC), RCE 32279                     | Schiff 15. Jahrhundert |       |       |
| Middelbeers, Noord-Brabant | Oude Sint-Willibrorduskerk (CC), RCE 31597        | 15. Jh., hölzerne Gewölbe: Tonne des mittelschiffs, Halbtonnen der Seitenschiffe                                                                                    |       |       |
| Roosendaal                 | Sint Jan de Doper (CC), RCE 32709                 | 1839, klassizistisch |       |       |
| Udenhout                   | Sint Lambertuskerk (CC), RCE 52114                | 1840–1841, klassizistisch |       |       |
| Waalwijk                   | OLV Onbevlekt Ontvangenkerk (CC), RCE 521860      | 1927, neoromanisch |       |       |

## Gelderland
– Siehe auch Hallenkirchen in Gelderland (4) –
| Ort                            | Bauwerk                                 | Anmerkungen | Fotos | Fotos |
| ------------------------------ | --------------------------------------- | --- | ----- | ----- |
| Bergharen, Wijchen, Gelderland | Nederlands Hervormde Kerk (CC) RCE 9305 | dreischiffiges Langhaus aus dem 15. Jh. erhalten, Chor abgebrochen, überall gebuste gemauerte Kreuzrippengewölbe, Kämpfer der Mittelschiffsgewölbe in Höhe der Arkadenscheitel, ∑: nahe an Stufenhalle, Foto des Mittelschiffs während Restaurierung |       |       |
| Groenlo, Gelderland            | Oude Calixtuskerk (CC), RCE 18164       | 15. Jh., gemauerte Gewölbe mit starkem Stich – nahe an Stufenhalle |       |       |
| Nijkerk, Gelderland            | Grote Kerk (CC), RCE 30982              | Wiederaufbau nach Stadtbrand von 1540; gemauerte Gewölbe; die Mittelpfeiler der sechsteiligen Doppeljoche des Mittelschiffs stehen auf den Scheiteln der Arkadenbögen                                                                                |       |       |

## Sonstige
Anzahl: 6
| Ort                    | Bauwerk                                                        | Anmerkungen | Fotos | Fotos |
| ---------------------- | -------------------------------------------------------------- | --- | ----- | ----- |
| Bedum, Prov. Groningen | Walfriduskerk (CC), RCE 8728                                   | romanischer Tuffsteinturm, dann gotische Bauphasen; Südseite Halle mit Paralleldach, Nordseite Pseudobasilika, barocke Muldendecken verbergen die ursprünglich wohl pseudobasilikale Anlage                                         |       |       |
| Sneek, Friesland       | Martinikerk RCE 34008                                          | vorher spätgotisch mit teils romanischem, teils gotischem Westbau, Wiederaufbau nach Einsturz des Westbaues 1681, eingerichtet als Querkirche                                                                                       |       |       |
| Blijdenstein, Drenthe  | Bartholomëuskerk (CC)                                          | zweischiffig, 15./16. Jh.; Halbdtonne des Seitenschiffs endet und Tonne des Hauptschiffs beginnt an der Oberkante einer Arkadenwand, die aus der eigentlichen Arkade und einem darüber liegenden Geschoss mit Blindfenstern besteht |       |       |
| Muiden, Noord-Holland  | Grote of Sint-Nicolaaskerk (CC) RCE 30121                      | Anfang 15. Jh., Holzgewölbe mit Ankerbalken: Mittelschiff Tonnengewölbe, Seitenschiffe Halbtonnen, Arkadenmauerwerk mehr als 1 m höher als die Arkadenscheitel                                                                      |       |       |
| Steenwijk, Overijssel  | Kleine of Onze-Lieve-Vrouwekerk (CC) RCE 34599 M-OV S. 253/254 | 1477, alle Teiräume mit gemauerten Kreuzrippengewölben |       |       |
| Weert, Limburg NL      | Paterskerk (CC) RCE 38456                                      | zweischiffige spätgotische Franziskanerkirche, Langhaus Kreuzrippengewölbe, einschiffiger Chor Netzgewölbe |       |       |

## Belege
1. ↑  Wilfried Koch: Baustilkunde. 33. Auflage. 2016, ISBN 978-3-7913-4997-8, S. 477, Stichwort 601.